# Projekt Excelsior

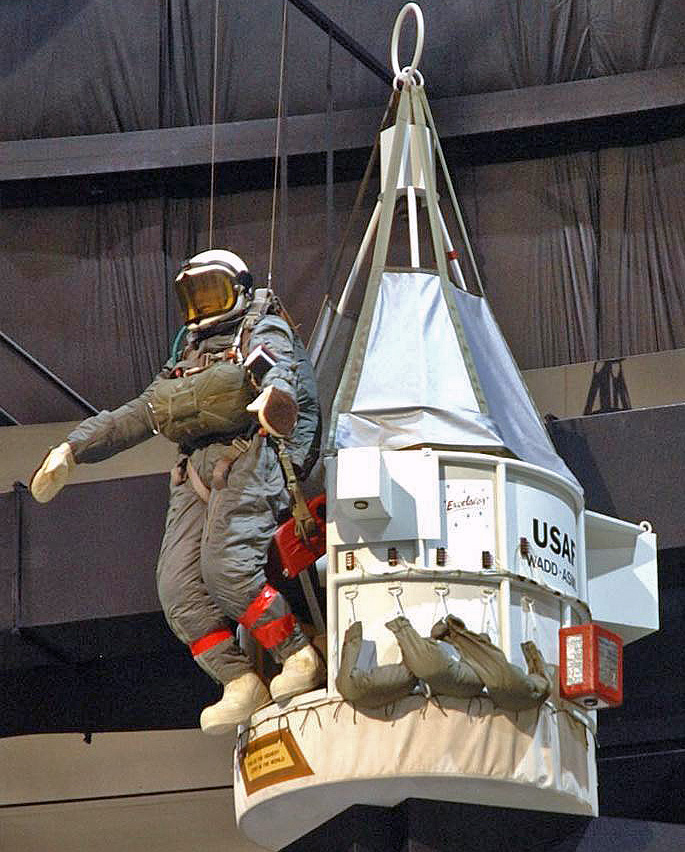
Kittingers Gondel im National Museum of the United States Air Force

Das Projekt Excelsior war eine Serie bemannter Fallschirmabsprünge aus Gasballonen in Höhen von etwa 20 und 30 Kilometern. Ziel war, ein neuartiges Fallschirmsystem zu testen, das auch für Notausstiege in großen Höhen geeignet war. Das Programm bestand aus drei Sprüngen des Air-Force-Piloten Joseph Kittinger:
- Excelsior I am 16. November 1959 aus 23.300 Meter
- Excelsior II am 11. Dezember 1959 aus 22.800 Meter
- Excelsior III am 16. August 1960 aus 31.300 Meter

## Ziel des Projekts
Der Notausstieg mit einem Fallschirm aus einem mit mehrfacher Schallgeschwindigkeit fliegenden Strahlflugzeug aus großen Höhen war problematisch und oft lebensgefährlich. Das Projekt Excelsior hatte sich zum Ziel gesetzt, ein Fallschirmsystem zu entwerfen, das auch in 30 Kilometern Höhe und somit in der Stratosphäre benutzbar war, und zu beweisen, dass Fallschirmsprünge auch aus diesen Höhen möglich sind.

## Technische Details
Damit die beim Notausstieg in 30 Kilometern Höhe auf den Piloten wirkenden Kräfte nicht zu groß werden, darf er lange Zeit seinen freien Fall nicht abbremsen, also den Fallschirm nicht öffnen. Während dieses Zeitraums kann der Pilot leicht ins Trudeln geraten und immer schneller um seine eigene Achse rotieren. Ab 120 Umdrehungen pro Minute wird man bewusstlos, mehr als 200 Umdrehungen pro Minute sind tödlich. Als Lösung wurde ein System aus mehreren Fallschirmen entwickelt. Als Erstes würde sich ein Bremsschirm automatisch öffnen, der den Springer stabilisieren soll. Erst in etwa 5.000 Metern Höhe öffnet sich dann der Hauptfallschirm. Das gesamte Fallschirmsystem wog 75 Kilogramm.
Der Aufstieg fand mit einem mit Helium gefüllten Gasballon statt. Man entschied sich jedoch für eine offene Gondel, aus der der Pilot springt, statt einer geschlossenen Kapsel. Da in 30 Kilometern die Luft sehr dünn und es bis zu −70 °C kalt ist, war die Benutzung eines Druckanzuges zwingend erforderlich.

## Excelsior I
Joseph Kittingers erster Testsprung sollte aus 23.300 Metern Höhe erfolgen, da in dieser Höhe ein Versagen des Druckanzugs noch nicht lebensgefährlich ist. Zusätzlich musste Kittinger vor dem Aufstieg reinen Sauerstoff atmen, damit der Stickstoff in seinem Blut nicht bei plötzlichem Druckverlust Gasbläschen bilden würde (Dekompressionskrankheit).
Nach eineinhalb Jahren Vorbereitung hob Kittinger am frühen Morgen des 16. November 1959 mit dem Ballon ab. Da er die Fallschirmautomatik versehentlich zu früh aktiviert hatte, wurde während des Sprunges der Bremsschirm zu früh ausgelöst, sodass sich dieser nicht korrekt entfalten konnte und Kittinger begann, sich immer schneller um seine Achse zu drehen, bis er schließlich bewusstlos wurde. Da sich jedoch sein Hauptfallschirm wie vorgesehen automatisch entfaltete und er wieder rechtzeitig zu Bewusstsein kam, landete er unversehrt.

## Excelsior II
Nachdem der erste Test für Kittinger beinahe tödlich ausgegangen wäre, wurde am 11. Dezember 1959 noch ein Testsprung wieder „nur“ aus 22.800 Metern unternommen. Dieser Sprung verlief erfolgreich und stellte mit 16.800 Metern einen neuen Rekord für den längsten freien Fall auf.

## Excelsior III

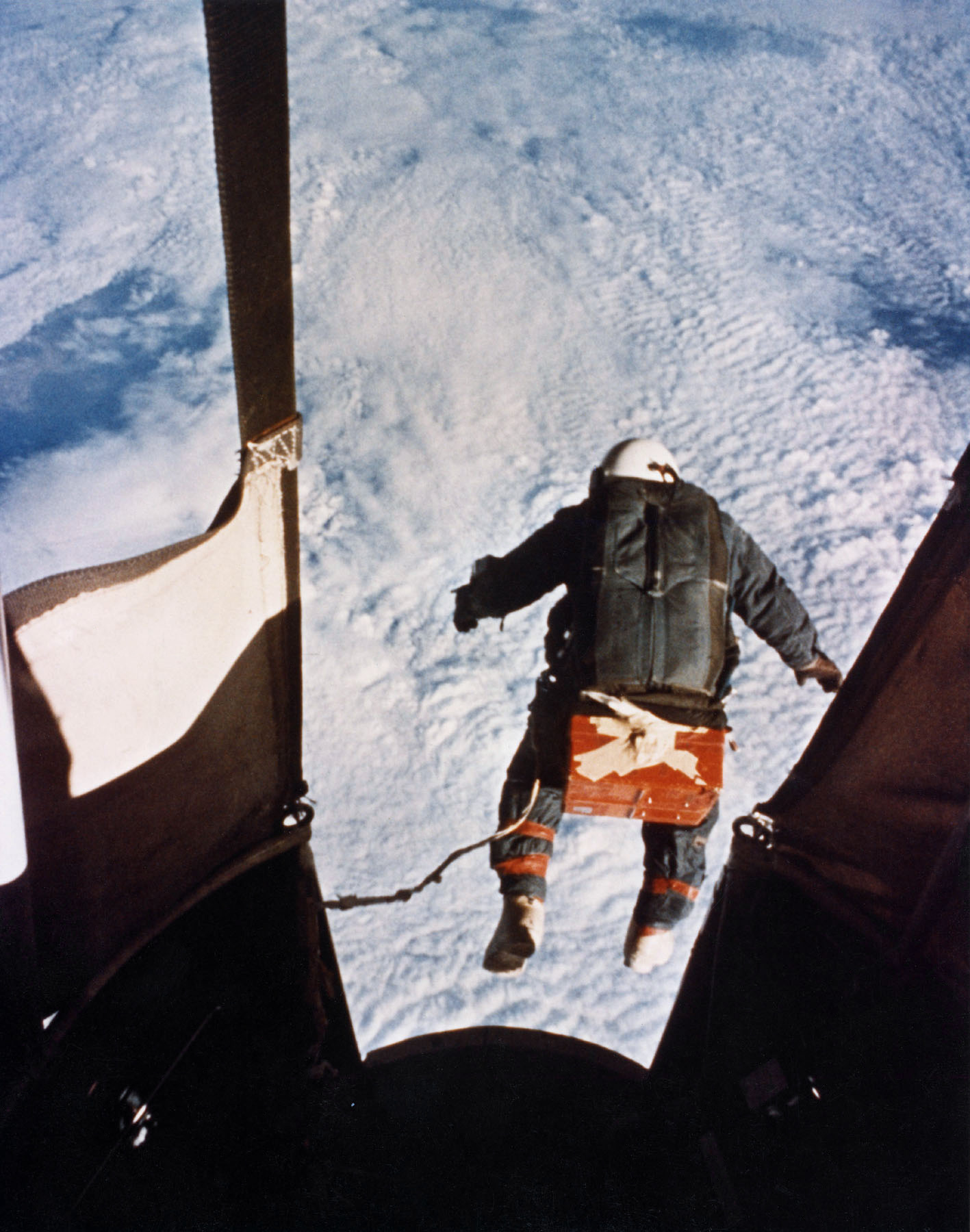
Kittingers Rekordsprung 1960

Am 16. August 1960 morgens erfolgte der aus über 30 Kilometern Höhe geplante Sprung: Kittinger stieg mit dem Ballon bis in eine Höhe von 31.333 Metern auf, von dort ließ er sich aus der offenen Gondel zur Erde fallen. Er trug für diesen Sprung – neben seinem noch ungeöffneten Fallschirm und dem Druckanzug – einen Helm mit Funkgerät und Kamera sowie ein Gerät zur Datenaufzeichnung. Kittinger fiel vier Minuten und 36 Sekunden, bis sich in rund 5.500 Meter Höhe der Hauptfallschirm öffnete. Nach weiteren neuneinhalb Minuten landete er sicher.

Ob er bei diesem Sprung die Schallmauer durchbrach, ist umstritten. In einem Beitrag für das National Geographic Magazine im Dezember 1960 berichtet Kittinger: 

„Obwohl sich mein Stabilisierungsschirm bei 96.000 Fuß (= 29.261 Meter) öffnet, beschleunige ich für weitere 6.000 Fuß (= 1.829 m) und erreiche in der Spitze 614 Meilen in der Stunde (= 988 km/h), neun Zehntel der Schallgeschwindigkeit für meine Höhe.“

In einigen späteren Veröffentlichungen ist allerdings von 714 mph (= 1.149 km/h) oder dem Erreichen beziehungsweise Überschreiten der Schallgeschwindigkeit die Rede, so auch bis mindestens Juli 2006 in Kittingers offizieller USAF-Biographie und bis Januar 2007 auf der Informationsseite zum Projekt Excelsior. In anderen Beiträgen aus jüngerer Zeit werden jedoch Kittingers Angaben von 1960 bestätigt, indem wiederum von einer Geschwindigkeit „bis zu 614 Meilen pro Stunde“ und von einer „Annäherung an die Schallgeschwindigkeit“ berichtet wird oder er durchbricht „beinahe die Schallmauer, als er für kurze Zeit 988 km/h erreicht.“ Auch in seiner aktuellen USAF-Biographie ist die Angabe nach Februar 2005 auf 614 mph korrigiert worden.
Aus den (unumstrittenen) Werten der Absprunghöhe und der Fallhöhe Kittingers lässt sich außerdem seine theoretische Endgeschwindigkeit berechnen, die demnach bei 275 m/s = 990 km/h liegt und somit unter der anzunehmenden Schallgeschwindigkeit von 1.003 km/h (bei −80 °C).
Bei diesem Unternehmen hat Kittinger vier Weltrekorde aufgestellt: Höchste Ballonfahrt mit offener Gondel, höchste Geschwindigkeit eines Menschen ohne besondere Schutzhülle, längster freier Fall bei einem Fallschirmsprung und größte Fallhöhe. Der letztgenannte Rekord wurde allerdings am 1. November 1962 von Jewgeni Andrejew übertroffen, dieser erneut und die beiden erstgenannten erstmals am 14. Oktober 2012 von Felix Baumgartner. Den Rekord des längsten Fallschirmsprungs hält Kittinger (Stand 2016) noch inne.

## Film
Die ersten Raumfahrer. Dokumentation, 2007, 44 Min.